# Paul Eppstein
Pour les articles homonymes, voir Eppstein (homonymie).
Paul Eppstein, né à Ludwigshafen (Allemagne) le 4 mars 1902 et mort assassiné par les Nazis à Theresienstadt à la Kleine Festung, le 27 ou 28 septembre 1944, est un sociologue allemand qui fut président du conseil juif (ou Judenrat) du ghetto de Theresienstadt.